# آزار زبانی

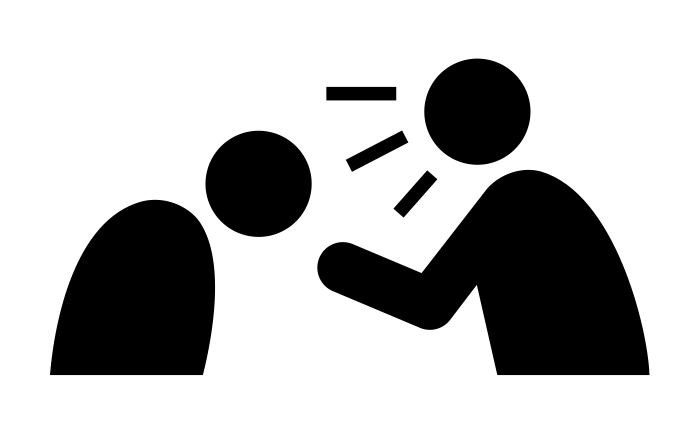
آزار زبانی

آزارِ زبانی یا قُلدریِ کلامی گونه‌ای از سوءاستفاده کلامی است که فرد با استفاده منفی از کلمات، زبان بدن و تغییر و تنظیم تن صدا سعی در کنترل یا صرفا تحقیر کردن شخص مقابل دارد و اگر آزارگر بلافاصله عذرخواهی نکند ممکن است این کار، یک آزارِ گفتاری عمدی تلقی شود. در جامعه معمولاً فردِ زورگو تلاش می‌کند با قُلدری از طرفِ مقابلِ خود امتیازاتی به‌دست‌آورد و دیگران را نیز با خود هم‌دست کند. چنین افرادی از برقراریِ یک رابطهٔ عاطفیِ درست با دیگران ناتوانند.